# شهرداری محلی اماهلاتی
شهرداری محلی اماهلاتی (به لاتین: Amahlathi Local Municipality) یک سکونتگاه مسکونی در آفریقای جنوبی است که در شهرداری بخش اماتول واقع شده‌است.